# Franz Hermann Glandorff
Franz Hermann Glandorff (* 28. Oktober 1687 in Schwagstorf (Ostercappeln); † 9. August 1763 auf der Missionsstation Tomochic (Mexiko)) war Jesuit und Missionar.

## Leben

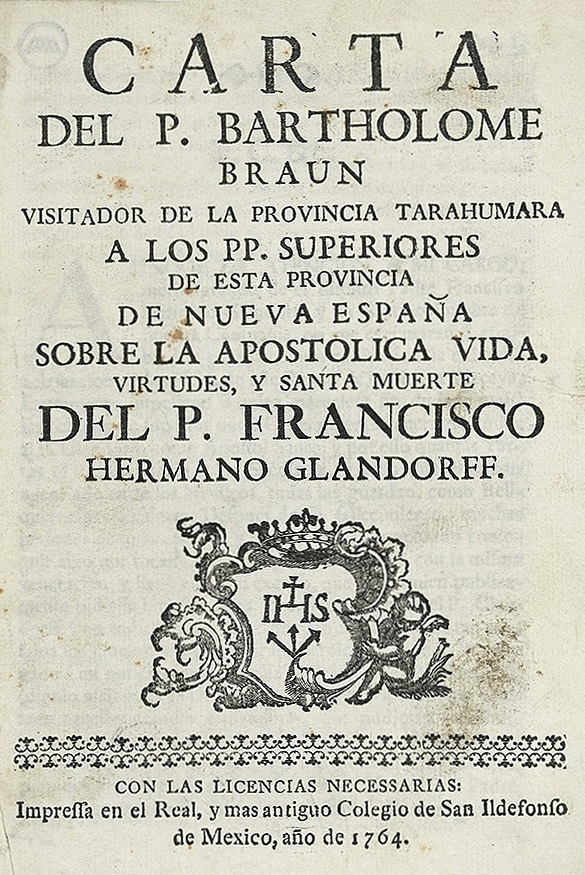
Brief des P. Bartholomäus Braun, Visitator der Provinz Tarahumara, an die Oberen dieser Provinz Neuspaniens über das apostolische Leben, die Tugenden und das heilige Sterben des P. Franz Hermann Glandorff, Mexiko 1764

Er studierte am Jesuitenkolleg in Osnabrück und trat 1708 in Trier in die Gesellschaft Jesu ein. Nach dem Theologiestudium in Paderborn empfing er 1718 die Priesterweihe. 1719 reiste er über Amsterdam und Cádiz nach Mexiko und wirkte seit 1722 als Missionar unter den Indianern im Hochgebirge bei Tarahumara im Norden Mexikos.
Er starb im Ruf der Heiligkeit; Bemühungen um seine Seligsprechung blieben jedoch bisher ohne Erfolg.